# Крейг Браун
Крейг Браун (англ. Craig Brown, 1 липня 1940, Гамільтон — 26 червня 2023, Ер) —— шотландський футболіст, півзахисник. По завершенні ігрової кар'єри — футбольний тренер. Наразі очолює тренерський штаб команди «Абердин».

## Ігрова кар'єра
Народився 1 липня 1940 року в місті Гамільтон. Вихованець футбольної школи клубу «Рейнджерс».
У дорослому футболі дебютував 1962 року виступами за «Данді», в якому провів шість сезонів, взявши участь у 78 матчах чемпіонату.
1968 року перейшов до клубу «Фолкерк», за який відіграв 3 сезони.
Завершив професійну кар'єру футболіста виступами за команду «Фолкерк» у 1971 році

## Кар'єра тренера
Розпочав тренерську кар'єру, повернувшись до футболу після невеликої перерви, 1977 року, очоливши тренерський штаб клубу «Клайд».
Надалі очолював  молодіжну та національну збірні Шотландії, а також «Престон Норт-Енд» та «Мотервелл».
З 13 грудня 2010 року очолює тренерський штаб команди «Абердин».

## Титули і досягнення
- Чемпіон Шотландії (1): 1961–62